# Algy's Little Error
Algy's Little Error è un cortometraggio muto del 1914 diretto da Hay Plumb.

## Trama
Algie è un perdigiorno che decide di diventare investigatore. La sua perspicacia di detective lo porta a sospettare come un ladro un ispettore di polizia.

## Produzione
Il film fu prodotto dalla Hepworth.

## Distribuzione
Distribuito dalla Hepworth, il film - un cortometraggio di 221 metri - uscì nelle sale cinematografiche britanniche nel settembre 1914.
Fu distrutto nel 1924 dallo stesso produttore, Cecil M. Hepworth. Fallito, in gravissime difficoltà finanziarie, Hepworth pensò in questo modo di poter almeno recuperare il nitrato d'argento della pellicola.